# Galium tendae
Galium tendae là một loài thực vật có hoa trong họ Thiến thảo. Loài này được Rchb.f. mô tả khoa học đầu tiên năm 1855.